# 台北金融大樓公司
台北金融大樓公司（英語：Taipei Financial Center Corporation）是台北101的興建及營運機構，於1997年由臺灣14家官民企業共同組成，為BOT模式組成的泛公股企業。

## 歷史
1997年5月5日，臺北市政府「甄選投資人開發暨營運台北國際金融大樓（今台北101大樓）招標文件」辦理投標，之後取得臺北市信義區A22、A23號街廓基地之地上權設定；於2067年地上權存續期間屆滿時，將基地內建築物及相關設施之所有權無條件且無償移轉登記予台北市政府。營運期間內，台北金融大樓公司每年需付給台北市政府土地租金新臺幣7億元。
- 2014年12月5日，與中華人民共和國國有企業有許多合作關係、而且與中共中央總書記習近平的關係良好的馬來西亞IOI集團傳出將以新台幣251.4億元收購頂新集團持有的台北金融大樓公司37.17%股權；但隔年3月6日，IOI集團宣布取消該交易案。
- 2017年12月29日，經濟部投資審議委員會證實日本伊藤忠商事遞件申請以6億美元（約新台幣180億元）收購頂新擁有的台北101股權[3]。隔年2月14日，經濟部投審會核准伊藤忠商事以新台幣196億元入股台北101。
- 2025年3月14日，六大公股金控暨銀行同步召開董事會通過以每股38.7元價格共同收購伊藤忠商社持有台北101逾半數持股，交易金額合計達新臺幣94.52億元，3月28日確定交易後泛公股佔比從52.08%提高至72%。[4]3月24日，宣佈與國泰人壽簽約投入置地廣場 台中完工後（預計2029年完工）的營運，以新臺幣45億元取得20年經營權。[5]

## 歷任董事長
| 任別 | 姓名   | 任期                           | 備註 |
| ---- | ------ | ------------------------------ | ---- |
| 1    | 陳敏薰 | 2004年12月27日－2008年12月31日 |      |
| 2    | 林鴻明 | 2009年1月1日－2012年10月1日    |      |
| 3    | 宋文琪 | 2012年10月2日－2015年12月8日   |      |
| 4    | 周德宇 | 2015年12月9日－2018年9月2日    |      |
| 5    | 張學舜 | 2018年9月3日－2024年9月2日     |      |
| 6    | 賈永媫 | 2024年9月3日－現任             |      |

## 持股變化
2014年10月13日
| 持股人         | 百分比 |
| 泛公股         | 51.20% |
| -------------- | ------ |
| 兆豐金         |        |
| 第一金         |        |
| 華南金         |        |
| 中華電信       |        |
| 臺灣證券交易所 |        |
| 頂新集團       | 37.17% |
| 民股           | 10.47% |
| 中信集團       | 6.12%  |
| 新光人壽       | 3.24%  |
| 泰群實業       | 1.11%  |
| 未知           | 1.16%  |

2015年7月8日
| 持股人                       | 持有股份數  | 百分比 |
| 泛公股                       | 657,559,298 | 59.58% |
| ---------------------------- | ----------- | ------ |
| 中華電信股份有限公司         | 345,853,700 | 31.34% |
| 臺灣證券交易所股份有限公司   | 167,705,598 | 15.20% |
| 兆豐國際商業銀行股份有限公司 | 120,000,000 | 10.87% |
| 國泰世華商業銀行股份有限公司 | 24,000,000  | 2.17%  |
| 頂新國際集團                 | 401,070,000 | 36.34% |
| 頂固開發股份有限公司         | 392,250,000 | 35.54% |
| 頂安有限公司                 | 8,820,000   | 0.80%  |
| 民股                         | 45,000,000  | 4.08%  |
| 中國信託商業銀行股份有限公司 | 45,000,000  | 4.08%  |

2018年3月
| 持股人                     | 持有股份數    | 百分比 |
| 前五大法人股東             | 1,098,945,230 | 74.74% |
| -------------------------- | ------------- | ------ |
| 台灣伊藤忠投資股份有限公司 | 546,460,486   | 37.17% |
| 中聯信託投資股份有限公司   | 222,205,095   | 15.11% |
| 中華電信股份有限公司       | 172,926,850   | 11.76% |
| 台灣證券交易所股份有公司   | 83,852,799    | 5.7%   |
| 兆豐金融控融股份有限公司   | 73,500,000    | 5%     |
| 十五家法人股東             | 371,054,770   | 25.01% |
| 其它                       | 3,740,308     | 0.25%  |
| 總發行股數                 | 1,470,000,000 | 100%   |

2025年3月28日

## 外部連結
- 台北101 （页面存档备份，存于）（繁體中文）（英文）（日語）
- 台北金融大樓股份有限公司—台灣公司資料